# Jacques Pimpaneau
Jacques Pimpaneau, né le 12 septembre 1934 à Paris et mort dans la même ville le 2 novembre 2021, est un sinologue français.
Spécialiste de la langue et de la civilisation chinoise, il découvre la Chine en 1958 et, contrairement à de nombreux intellectuels de son époque, il n’est jamais fasciné par le régime maoïste. Personnalité indépendante, proche des situationnistes et des anarchistes, il s’est toujours distingué de la sinologie académique.

## Biographie
Boursier, il étudie à l'université de Pékin de 1958 à 1960. Rentré en Occident, il devient professeur à l'École nationale des langues orientales vivantes, où il fut titulaire de la chaire de langue et littérature chinoises, de 1963 à 1999. De 1968 à 1971, il est détaché comme enseignant à l'Université chinoise de Hong Kong, où il est le collègue du sinologue belge Pierre Ryckmans (le futur Simon Leys) avant de revenir à ce qui est devenu en 1971 l'INALCO.
Jacques Pimpaneau a été au centre de rencontres entre certains sinologues et des théoriciens radicaux situationnistes, comme son ancien élève, René Viénet. Jacques Pimpaneau participe en 1976 au documentaire : Chinois, encore un effort pour être révolutionnaires ! dont le réalisateur est René Viénet.
En 1972, il a créé à Paris le musée Kwok On (Arts et traditions populaires d’Asie), dont les collections ont été léguées au musée de l'Orient à Lisbonne.
Il a été le secrétaire de Jean Dubuffet. Il fut aussi proche de Georges Bataille à la fin de son existence, étant un des rares présents au moment de sa mort et de son inhumation à Vézelay en 1962.
Depuis 1983, il a écrit des dizaines d’ouvrages historiques, bibliographies et des romans.
En 2019, il a donné sa bibliothèque personnelle au fonds chinois de la bibliothèque municipale de Lyon. Il meurt le 2 novembre 2021 à 87 ans.

### Ouvrages
- Promenade au jardin des poiriers. L'Opéra chinois classique, Éditions Kwok On, 1983
  - réédition revue et augmentée : Chine : l'Opéra chinois classique. Promenade au jardin des poiriers, Les Belles Lettres, 2014.
- Chine : Histoire de la littérature, Philippe Picquier, 1989, rééd. 2004   (ISBN 2-87730-702-6)
- Mémoires de la cour céleste, Éditions Kwok On, 1995
  - réédition revue et augmentée : Chine : Mythes et dieux, Philippe Picquier, 1999,  (ISBN 2-87730-450-7)
- Dans un jardin de Chine, Collection Picquier poche no 213, Philippe Picquier, 1999,  (ISBN 2-87730-683-6)
- Lettre à une jeune fille qui voudrait partir en Chine, Collection Picquier poche no 222, Philippe Picquier, 2003,  (ISBN 2-87730-711-5)
- Chine : Culture et traditions, Nouvelle édition revue et corrigée, Philippe Picquier, 2004  (ISBN 2-87730-701-8)
- Célébration de l'ivresse Collection Écrits dans la paume de la main, Philippe Picquier, 2000  (ISBN 2-87730-501-5)
- Contes chinois racontés à Helen, Philippe Picquier, 2007  (ISBN 2-80971-135-6)
- À deux jeunes filles qui voudraient comprendre la religion des Chinois, Philippe Picquier, 2010
- Chroniques sanglantes de Chinoises amoureuses, Éditions Espaces et signes, 2014  (ISBN 978-2-9535965-7-1)
- Le Tour de Chine en 80 ans, Éditions de l'Insomniaque, 2017,  (ISBN 978-2376230007)

### Articles
- « Différences ou ressemblances », Extrême-Orient, Extrême-Occident, 1986, vol. 8, no 8, p. 111-122. [lire en ligne]

### Traductions
- Des royaumes en proie à la perdition (Histoire des Zhou orientaux 東周列國志)
- Biographie des regrets éternels, Philippe Picquier, 1989,  (ISBN 2-87730-011-0)
- Morceaux choisis de la prose classique chinoise, (2 tomes) Librairie You Feng, 1998,  (ISBN 2-84279-027-8) (tome 1),  (ISBN 2-84279-039-1) (tome 2)
- Anthologie de la littérature chinoise classique, Philippe Picquier, 2004   (ISBN 2-87730-666-6)
- Les mémoires historiques de Se-ma Ts'ien, Traduction en français en 9 volumes, You Feng, 2015. Édouard Chavannes, Max Kaltenmark, Yves Hervouet, Jacques Pimpaneau.  (ISBN 9782842795290)
- Liu Xin (46 av. J.-C.-23 ap. J.-C.), Notes diverses sur la capitale de l'Ouest（西京雜記), Les Belles Lettres, 2016,  (ISBN 9782251110226)